# Юракаре (народ)

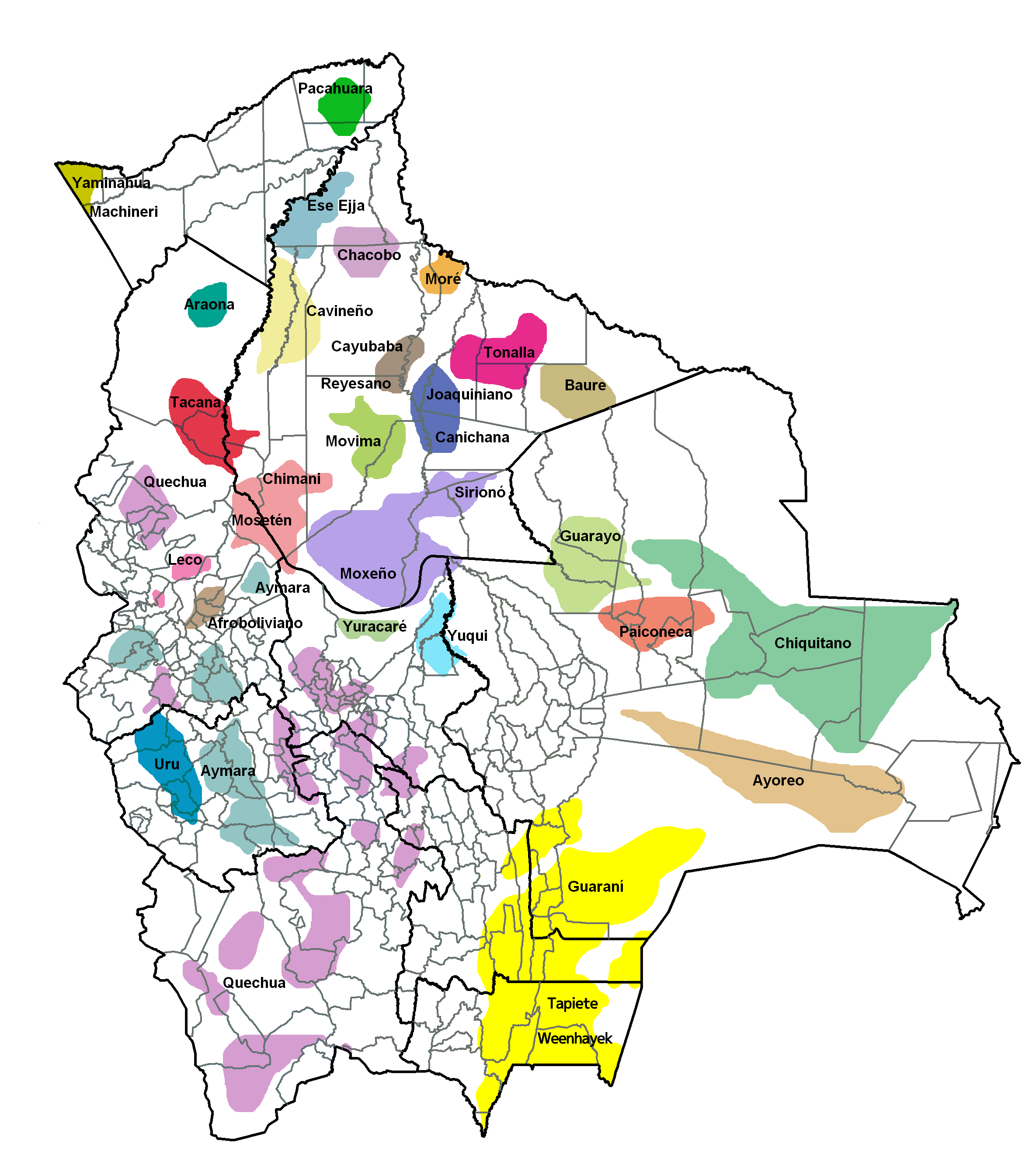
юракаре на этнической карте Боливии

Юракаре — индейский народ Боливии (департамент Кочабамба), живущий в лесах у подножия Анд (Mater 1922: 42). Численность населения составляет 2 тыс. человек. Существует разделение народа на солото (Восток) и мансиньо (Запад, предгорья). Языковое родство не определено (Gun 2011: 595). Сохраняют традиционные верования.
Налаживали контакты с испанцами с начала XVII века. Предпринимались попытки христианизации с конца XVIII века.

## Основные занятия
- Ручное подсечно-огневое земледелие (сладкий маниок, маис, бананы,батат, тыква, арбузы, таро, папайя, ананасы, перец, хлопок, табак),
- Охота
- Рыболовство
- Собирательство
- Гончарство (женщины)
- Резьба по дереву (мужчины)

## Брак
Распространены браки между близкими родственниками. Каждая семья,группа семей ведут независимое хозяйство.

## Жилища и одежда
Распространены односемейные хижины креольского образца. Ранее юракаре жили в деревнях,в каждой из которых был мужской дом. Древний тип жилища представлял собой огромный, открытый с торцов двускатный навес.
Мужчины и женщины народа юркаре носили длинные одежды из древесной коры,похожие на длинные рубахи. Впоследствии они в значительной степени были заменены одеждой из хлопка (Miller 1917: 451).